# Microrregión de Sapé
La microrregión de Sapé es una de las microrregiones del estado brasileño de Paraíba perteneciente a la mesorregión Zona Mata Paraibana. Su población fue estimada en 2006 por el IBGE en 126.115 habitantes y está dividida en nueve municipios. Posee un área total de 1.139,588 km².

## Municipios
- Cruz del Espírito Santo
- Juripiranga
- Mari
- Pilar
- Riachão del Pozo
- São José dos Ramos
- São Miguel de Taipu
- Sapé
- Sobrado

- Datos: Q2667253